# Vardis
Vardis ist eine englische New-Wave-of-British-Heavy-Metal- und Rock-Band aus Wakefield, die 1973 unter dem Namen Quo Vardis gegründet wurde, sich 1986 auflöste und seit 2014 wieder aktiv ist.

## Geschichte
Die Band wurde im Jahr 1973 vom 16-jährigen Steve Zodiac unter dem Namen Quo Vardis, eine Falschschreibung des gleichnamigen Films, gegründet. Bei dem Namen Steve Zodiac handelt es sich um einen Künstlernamen, der der 1960er Jahre Science-Fiction-Serie Fireball XL5 entliehen wurde. 1977 verkürzte er den Bandnamen auf Vardis. Der ursprüngliche Bassist Tony Boulton wurde durch Alan Selway ersetzt, woraufhin die erste richtige Vardis-Besetzung neben Selway aus dem Gitarristen und Sänger Zodiac und den Schlagzeuger Phil Medley bestand. Es folgten die ersten lokalen Auftritte sowie im September 1979 die EP 100 M.P.H. bei Redball Records. Der Tonträger verkaufte sich innerhalb kürzester Zeit fast 2.000 mal. Im April 1980 erschien die Single If I Were King mit dem Lied Out of the Way als B-Seite bei Castle Records. Hierauf ist Gary Pearson als neuer Schlagzeuger zu hören. Kurze Zeit später steuerte die Band im selben Jahr zum Sampler New Electric Warriors von Logo Records eine leicht veränderte Version von If I Were King bei. Durch den Beitrag überzeugt nahm das Label die Band unter Vertrag, woraufhin im Oktober des Jahres das Debütalbum 100 M.P.H. erschien. Hierbei handelte es sich um ein Live-Album, das aus verschiedenen Aufnahmen der vergangenen Jahre besteht. Das Album belegte Platz 52 der britischen Charts. Kurz darauf erschienen noch im selben Jahr die beiden Studio-Singles Let's Go und Too Many People. Erstere erreichte Platz 59 in den britischen Charts. Durch die guten Verkaufszahlen konnte die Gruppe ihre Bekanntheit steigern. Nach der Veröffentlichung begleitete die Gruppe Hawkwind auf deren Tournee, ehe es im Januar 1981 auf eine eigene Tour ging. Daraufhin erschien bereits im April 1981 das erste Studioalbum unter dem Namen The World's Insane. Hierauf sind Andy Bown als Keyboarder und Jools Holland zu hören. Zudem war die Band am 29. Mai 1981 in der Friday Rock Show mit den Liedern Let's Go, Love Is Dead, Steamin' Along und Power under Foot zu hören. Aus dem Album wurde im selben Jahr das Hawkwind-Cover Silver Machine mit dem Song Come On als B-Seite als Single ausgekoppelt. Als Nächstes schloss sich die EP All You'll Ever Need an, die neben zwei weiteren Lieder auch eine Coverversion des Rolling-Stones-Liedes Jumpin’ Jack Flash enthält. Der Tonträger verkaufte sich jedoch nur spärlich. Nach einer kurzen Pause folgten Auftritte, sodass die Band unter anderem im Juli auf dem Heavy Metal Barn Dance in Stafford, im August auf dem Heavy Metal Holocaust in Stoke-on-Trent und dem Reading Festival zu sehen war. Zudem wurde ein Live-Video aufgenommen. Gegen Ende des Jahres 1981 erschien bei Logo Records Metal Power, eine Kompilation aus bisher erschienen Singles und B-Seiten. Ein zweites Studioalbum namens Quo Vardis erschien im März 1982. Einigen Editionen hiervon lagen die Live-EP Guaranteed No Overdubs als Bonus bei, die neben drei weiteren Liedern eine Coverversion des Liedes Jeepster, im Original von T. Rex, enthält. Als Single erschien To Be With You, die ebenfalls auf der A-Seite das Lied Gary Glitter Part One enthält. Danach folgten weitere Auftritte, unter anderem zusammen mit Slade und im Juni auf dem Monmore Festival.
Durch Mananagements- und Geschäftsprobleme nach dem Ende des Jahres 1982 war die Band an den Aufnahmen von neuem Material gehindert, wodurch 1983 nur die Kompilation The Lion's Share erschien. Also Bonus sind hier noch alternative sowie bisher unveröffentlichte Versionen von bereits bekannten Liedern enthalten. Gegen Ende des Jahres verließ der Bassist Alan Selway die Besetzung und wurde durch Terry Horbury ersetzt. Nach einigen Proben zusammen wurden 1984 weitere Konzerte abgehalten. Über Big Beat Records wurde im selben Jahr die Single Standing in the Road, im Original von Blackfoot Sue, veröffentlicht. Als weiteres Lied ist Freezing History enthalten. Auf der 12″-Version ist zudem als drittes Lied Who Loves Ya Baby zu hören. 1985 nahm die Band neue Demoaufnahmen auf, woraufhin Raw Power Records auf sie aufmerksam, worüber 1986 das Studioalbum Vigilante veröffentlicht wurde. Als Schlagzeuger ist hierauf Steve Kingsley zu hören. Da sich das Album jedoch schlecht verkaufte, kam es im selben Jahr zur Auflösung. Über British Steel Records erschien 1997 die Kompilation The Best of Vardis sowie 2001 über Castle Records The World's Gone Mad: The Best of Vardis 2-CD Anthology.
Im Jahr 2014 fand sich die Band wieder zusammen und bestand anfangs aus Zodiac, Pearson und Horbury. Über Hoplite Records wurde Vigilante wiederveröffentlicht, nachdem Zodiac das Album neu gemastert hatte. Im März war die Band auf dem Brofest zu sehen. Bereits im April war Vardis auf einem weiteren Festival, dem Keep It True, zu sehen. Pearson verließ gegen Ende des Jahres die Besetzung und wurde im Januar 2015 durch den Schlagzeuger Joe Clancy ersetzt. Im Juni 2015 erschien daraufhin die EP 200 M.P.H. Im November unterzeichnete die Band einen Vertrag bei SPV/Steamhammer. Am 15. Dezember erlag Horbury im Alter von 65 Jahren einem Krebsleiden. Anfang 2016 erschien das Album Red Eye. Der Tonträger war im bandeigenen Studio auf der griechischen Insel Kalymnos aufgenommen worden. Hierbei war Martin Connolly als neuer Bassist beteiligt, der im Februar 2016 zur Besetzung gekommen war. Danach folgten weitere Auftritte, unter anderem im selben Monat in Athen auf dem Up the Hammers und im Juli auf dem deutschen Headbangers Open Air.

## Stil
Malc Macmillan schrieb in The N.W.O.B.H.M. Encyclopedia, dass laut Zodiac zu den anfänglichen Einflüssen T. Rex, Jeff Beck und The Rolling Stones zählten. Macmillans Meinung nach hätten zudem auch The Sweet, Mud und Status Quo als frühe Einflüsse zählen können. Auf dem Live-Album erreiche die Band nicht ganz den Boogie von Spider, Rokka und 100% Proof und sei lyrisch nicht ganz so banal und habe kein so albernes Image wie Silverwing. Am ehesten sei die Band mit Masai vergleichbar. Zudem bezeichnete er die Musik als durch Glam Metal beeinflussten 1970er Jahre Boogie. Das Lied Police Patrol vom Album The World's Insane verwende ein Dudelsack-Intro. Die Coverversion von Silver Machine klinge mehr wie Let's Do the Timewarp Again aus The Rocky Horror Picture Show. Auf dem Album Quo Vardis versuche die Band einige neue Ideen und man gebe sich variabler als auf allen zuvor erschienenen Tonträgern. Die Single Standing in the Road sei kommerzieller orientiert. Auf Vigilante habe der Blues-Einfluss zugenommen und auch Einflüsse aus dem Southern Boogie seien gelegentlich zu hören.
Laut Matthias Mader in NWoBHM New Wave of British Heavy Metal The glory Days vereint die Band die positiven Eigenschaften von Status Quo mit eigenen Ideen. Ein Markenzeichen Zodiacs sei zudem, dass er stets barfüßig auftrat. In den frühen Werken seien Glam Rock noch kaum zu hören, stattdessen setze man auf gitarrenorientierten, rauen Heavy Metal, der Boogie- und Punk-Einflüsse aufweise. Auf Quo Vardis setze die Band stark auf den Einsatz von Saxophon- und Piano-Klängen.
Martin Popoff schrieb in seinem Buch The Collector’s Guide of Heavy Metal Volume 2: The Eighties über das Live-Album 100 M.P.H., dass die Band hierauf wie eine 1950er Jahre Version von Motörhead klingt, die jedoch rauer und billiger klinge. Zudem zog er einen Vergleich zu Status Quo, wobei Vardis zwar „heavier“, allerdings weniger talentiert sei. Status Quo habe anfangs eine ähnliche Mischung aus Boogie-Woogie und Heavy Metal gespielt. Gelegentlich seien auch Gemeinsamkeiten zu den Ramones hörbar. The World's Insane könne nicht an den Vorgänger heranreichen. Auf dem Album spiele die Band mit melodischen Variationen, der für den Rock ’n’ Roll typisch sei. Auch auf Quo Vardis seien Boogie- und Status-Quo-Einflüsse hörbar. Besonders Zodiacs talentierter Gesang sei auffallend in den Liedern. Ähnlich sehe es auch bei The Lion's Share aus. Auch auf Vigilante könne man Ähnlichkeiten zu den Ramones und Status Quo erkennen.
The International Encyclopedia of Hard Rock and Heavy Metal schrieb, dass die Band ihre Einflüsse aus gitarrengetriebener Popmusik und Boogie-beeinflussten Heavy Metal bezieht. Auch Neil Jeffries vermerkte in Kerrang! The Direktory of Heavy Metal einen Boogie-Einfluss.
Eduardo Rivadavia von Allmusic bezeichnete die Musik der Band als Boogie mit Ursprüngen im 1970er Jahre Glam Rock und einer ungewöhnlichen Art von Humor. If I Were King mische „Boogie Metal“ und Musik im Stil von Motörhead und Slade.
Laut Matthias Mader vom Rock Hard setzt Red Eye dort an, wo Vigilante aufgehört habe. Hierauf verschmelze die Band Glam Rock, Hard Rock, Blues, Metal, Punk und Boogie. Im Interview mit Mader gab Zodiac Jimi Hendrix und Rory Gallagher als Einflüsse an. In derselben Ausgabe rezensierte Thomas Kupfer das Album. Hierauf spiele die Band zwar immer noch boogielastigen Rock ’n’ Roll, reiche aber nicht an die früheren Werke heran und erinnere nun stattdessen an „drögen Pubrock“.

## Diskografie
- 1979: 100 M.P.H. (EP, Redball Records)
- 1980: 100 M.P.H. (Live-Album, Logo Records)
- 1980: Blue Rock (I Miss You) (Single, Logo Records)
- 1980: Let's Go (Single, Logo Records)
- 1980: Too Many People (Single, Logo Records)
- 1980: If I Were King (Single, Castle Records)
- 1981: All You'll Ever Need (Single, Logo Records)
- 1981: Silver Machine (Single, Logo Records)
- 1981: Promo E.P. (EP, Logo Records)
- 1981: Metal Power (Kompilation, Logo Records)
- 1981: The World's Insane (Album, Logo Records)
- 1982: Quo Vardis (Album, Logo Records)
- 1982: Gary Glitter pt. 1 (Single, Logo Records)
- 1982: Power Under Foot (Poder Bajo El Pie) (Single, Logo Records)
- 1982: Vardis Live (EP, Logo Records)
- 1983: The Lion's Share (Kompilation, Logo Records)
- 1984: Standing in the Road (Single, Big Beat Records)
- 1986: Vigilante (Album, Raw Power Records)
- 1986: Vigilante (EP, Raw Power Records)
- 1997: The Best of Vardis (Kompilation, British Steel Records)
- 2001: The World's Gone Mad: The Best of Vardis 2-CD Anthology (Kompilation, Castle Records)
- 2015: 200 M.P.H. (EP, Hoplite Records)
- 2016: Red Eye (Album, SPV/Steamhammer)